# We Started Nothing
We Started Nothing – debiutancki album angielskiego zespołu The Ting Tings. Wydana została przez podległą Sony BMG wytwórnię Columbia. Edycje amerykańską wypuszczono na rynek w różnych kolorach. Płytę wydano również w limitowanym nakładzie dwóch tysięcy sztuk, na płycie gramofonowej.

## Lista utworów
Wszystkie utwory są autorstwa Julesa De Martino i Katie White.
1. "Great DJ" - 3:24
2. "That's Not My Name" - 5:11
3. "Fruit Machine" - 2:54
4. "Traffic Light" - 2:59
5. "Shut Up and Let Me Go" - 2:53
6. "Keep Your Head" - 3:23
7. "Be the One" - 2:57
8. "We Walk" - 4:06
9. "Impacilla Carpisung" - 3:39
10. "We Started Nothing" - 6:24

## Notowania
| Lista 2008                          | Najwyższa pozycja |
| ----------------------------------- | ----------------- |
| Australian Album Chart              | 22                |
| Austrian Album Chart                | 64                |
| French Album Chart                  | 55                |
| Irish Album Chart                   | 3                 |
| Swiss Album Chart                   | 67                |
| New Zealand Album Chart             | 17                |
| United World Chart                  | 40                |
| UK Album Chart                      | 1                 |
| US Billboard 200                    | 78                |
| US Billboard Top Heatseekers        | 7                 |
| US Billboard Top Independent Albums | 9                 |